# Rust Belt

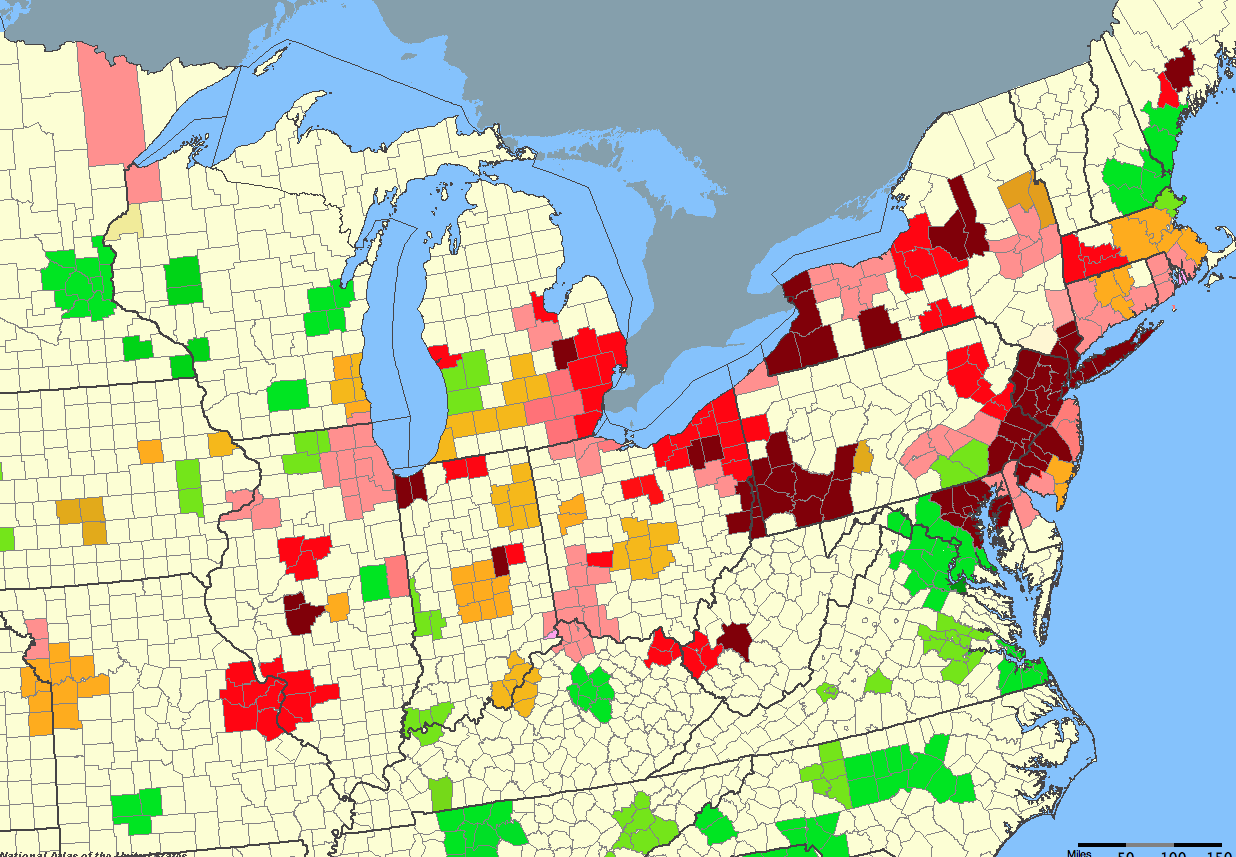
Thay đổi tổng số việc làm trong lĩnh vực sản xuất ở các khu vực đô thị, 1954–2002 (số liệu cho New England là từ năm 1958).
mất >58%
mất 43–56%
mất 31–43.2%
mất 8.7–29.1% [Trung bình của Hoa Kỳ: mất 8,65%]
được thêm 7.5% loss – 54.4%
được thêm >62%
Ba khu vực đô thị mất hơn bốn phần năm công việc sản xuất của họ: Steubenville, Ohio, Johnstown, Pennsylvania, và Augusta, Maine.

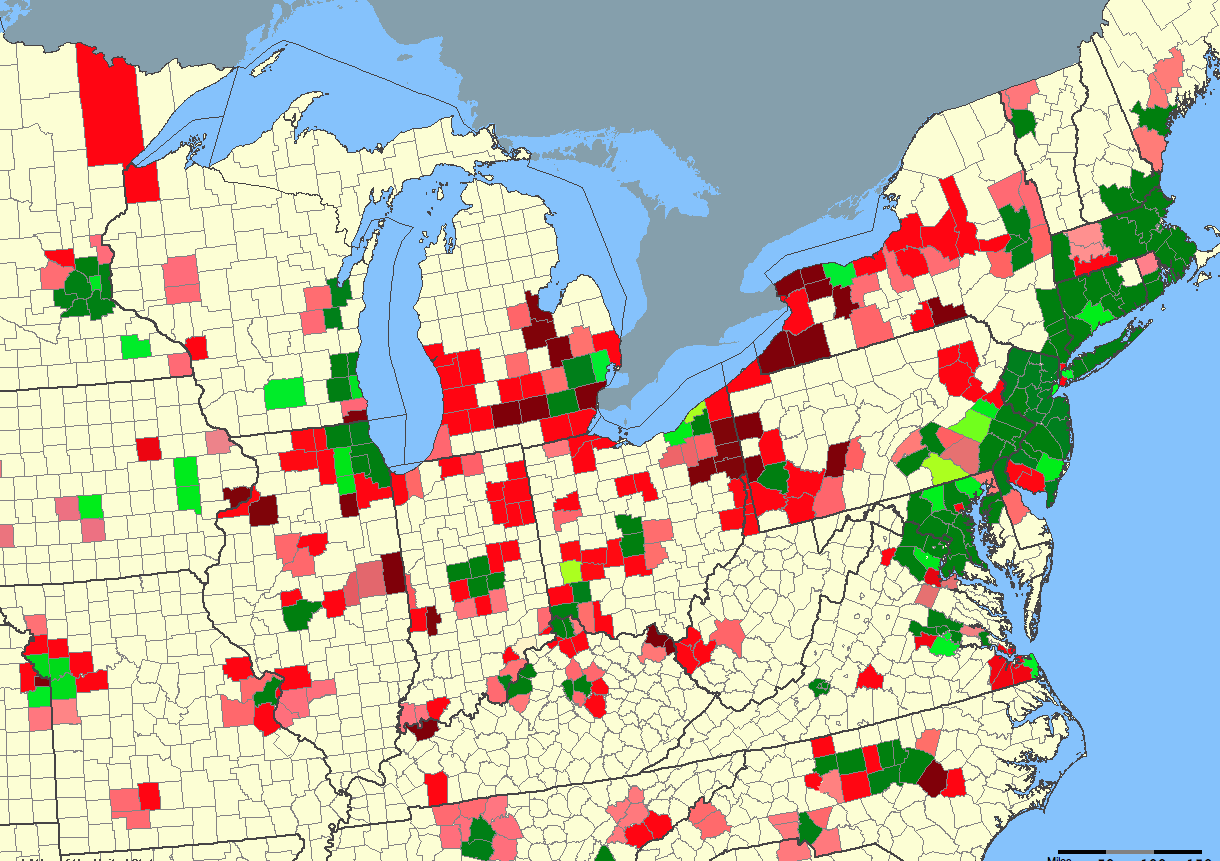
Thay đổi thu nhập cá nhân bình quân đầu người ở các quận đô thị, 1980–2002, so với mức trung bình của các khu vực đô thị Hoa Kỳ.
thu nhập trên mức trung bình, tăng trưởng nhanh hơn mức trung bình
thu nhập trên trung bình, tăng trưởng trung bình hoặc dưới trung bình
thu nhập trên mức trung bình nhưng đang giảm dần
thu nhập dưới mức trung bình, tăng trưởng nhanh hơn mức trung bình
thu nhập dưới trung bình, tăng trưởng trung bình hoặc dưới trung bình
thu nhập dưới mức trung bình và ngày càng giảm

"Rust Belt"  (Vành đai gỉ sét) là một thuật ngữ không chính thức để chỉ một khu vực của Hoa Kỳ đã trải qua sự suy giảm công nghiệp bắt đầu từ khoảng năm 1970 do các doanh nghiệp rời bỏ do thuế cao và chi phí lao động công đoàn cao. Nó được tạo thành phần lớn từ Great Lakes Megalopolis, mặc dù các định nghĩa khác nhau. Rust (Gỉ sét) đề cập đến phi công nghiệp hóa, hoặc suy giảm kinh tế, mất dân số, và suy tàn đô thị do sự thu hẹp của một thời- lĩnh vực công nghiệp mạnh mẽ. Thuật ngữ này đã trở nên phổ biến ở Hoa Kỳ vào thập niên 1980.
Rust Belt bắt đầu ở Trung tâm New York và đi về phía tây qua Pennsylvania, Ohio, Maryland, Indiana và Bán đảo Hạ của Michigan, kết thúc ở phía bắc Illinois, phía đông Iowa và đông nam Wisconsin.  New England cũng bị ảnh hưởng nặng nề bởi sự suy giảm công nghiệp trong cùng thời kỳ. Công nghiệp đã suy giảm trong khu vực, nơi trước đây được gọi là trung tâm công nghiệp của Mỹ, kể từ giữa thế kỷ 20 do một loạt các yếu tố kinh tế, chẳng hạn như việc chuyển sản xuất ra nước ngoài (để trốn thuế cao và chi phí lao động công đoàn), tự động hóa gia tăng và sự suy giảm của ngành công nghiệp thép và than của Hoa Kỳ. 
Trong khi một số thành phố, thị trấn và cộng đồng đã thành công trong việc thích ứng bằng cách đa dạng hóa và hoặc chuyển đổi nền kinh tế của họ, chuyển trọng tâm sang các ngành như dịch vụ, sản xuất tiên tiến và các ngành công nghệ cao, v.v. đồng thời, gặp khó khăn về kinh tế với nghèo đói và kết quả là dân số giảm.